# Der Abstauber
Der Abstauber (Alternativtitel: Der Mann aus Baltimore) ist eine US-amerikanische Komödie des Regisseurs Robert Ellis Miller aus dem Jahr 1980.

## Handlung
Das Poolbillard-As Nick Casey, Spitzname „Baltimore Bullet“, ist ein legendärer Spieler, der seine besten Tage bereits hinter sich hat. Zusammen mit seinem Kumpel Billie Joe lebt er von der Hand in den Mund. Er zockt erfolgreich und finanziert so seinen Lebensunterhalt. Billie, der ebenfalls ein ausgezeichneter Spieler ist, ernährt sich ebenfalls vom Zocken, verspielt aber regelmäßig größere Summen beim Poker.
Als der Berufsspieler „Der Diakon“ aus dem Gefängnis entlassen wird, hat Casey ein Ziel: Gegen den Diakon anzutreten. Dieser ist steinreich und spielt regelmäßig gegen Herausforderer, wobei die Quoten bei ca. 1:10 liegen. Dabei gewinnt er meistens, weil er bessere Nerven hat, als die Herausforderer. Casey und Billie versuchen 20.000 Mindesteinsatz zu gewinnen, was ihnen schließlich gelingt. Bis dahin geraten sie immer wieder in brenzlige Situationen. Nach einem Poolbillardturnier trifft Casey schließlich auf den Diakon und spielt um über 200.000 Dollar.

## Hintergrund
- Im Spielfilm haben berühmte Spieler wie Lou Butera, Willie Mosconi, Steve Mizerak, Mike Sigel und Jimmy Mataya Cameoauftritte.
- Wie auch in Haie der Großstadt und The Wanderers gibt es eine Szene, in der ein Profizocker versucht, Amateure auszunehmen, was ihn in schwere Bedrängnis bringt.
- Die Spieler spielen meistens die Version des 14 und 1 endlos.

## Kritik
Das Lexikon des internationalen Films bezeichnet den Film als „manchmal etwas derbe, doch insgesamt unterhaltsame Komödie“.